# Gleichnis vom Turmbau und vom Kriegführen
Das Gleichnis vom Turmbauen und Kriegführen ist ein Gleichnis Jesu, das als Sondergut im Evangelium nach Lukas steht.

## Wortlaut
Das Gleichnis in der Lutherübersetzung (revidierte Fassung von 1984):

„Denn wer ist unter euch, der einen Turm bauen will und setzt sich nicht zuvor hin und überschlägt die Kosten, ob er genug habe, um es auszuführen, – damit nicht, wenn er den Grund gelegt hat und kann’s nicht ausführen, alle, die es sehen, anfangen, über ihn zu spotten, und sagen: Dieser Mensch hat angefangen zu bauen und kann’s nicht ausführen? Oder welcher König will sich auf einen Krieg einlassen gegen einen andern König und setzt sich nicht zuvor hin und hält Rat, ob er mit zehntausend dem begegnen kann, der über ihn kommt mit zwanzigtausend? Wenn nicht, so schickt er eine Gesandtschaft, solange jener noch fern ist, und bittet um Frieden. So auch jeder unter euch, der sich nicht lossagt von allem, was er hat, der kann nicht mein Jünger sein.“

## Deutung
Das Gleichnis betont die Schwierigkeiten und Herausforderungen der Nachfolge und fordert die Nachfolgewilligen gleichzeitig dazu auf, sich selbst zu prüfen, ob sie bereit dazu sind. Würden sie die Nachfolge antreten, dann aber wieder aufgeben müssen, würden sie sich selbst lächerlich und Jesus und seine Verkündigung unglaubwürdig machen. Der letzte Vers unterstreicht, dass die Jünger auch bereit sein müssen, ihren eigenen irdischen Besitz aufzugeben.

## Kontext
Das Gleichnis ist eingebettet in eine Rede Jesu über den Preis der Nachfolge. Unmittelbar voran geht dem Gleichnis die Verkündigung Jesu, dass die Nachfolge die Bereitschaft zu einer radikalen Abkehr von allem was einem wichtig ist voraussetzt („Es ging aber eine große Menge mit ihm; und er wandte sich um und sprach zu ihnen: Wenn jemand zu mir kommt und hasst nicht seinen Vater, Mutter, Frau, Kinder, Brüder, Schwestern und dazu sich selbst, der kann nicht mein Jünger sein.“ Lk 14,25–26 ). Darüber hinaus muss ein Jünger Jesu auch bereit sein das Leiden Christi zu teilen („Und wer nicht sein Kreuz trägt und mir nachfolgt, der kann nicht mein Jünger sein.“ Lk 14,27 ).
Direkt im Anschluss an das Gleichnis folgt der Vergleich der Jünger mit dem lebensnotwendigen, aber verderblichen Salz. Wenn das Salz nicht mehr salzt wird man es wegwerfen. Hierdurch wird zum einen die Bedeutung der Jünger herausgestellt, zum anderen aber auch der hohe Anspruch an sie unterstrichen, der keine Abkehr von der Nachfolge Jesu erlaubt (Lk 14,34–35 ).